# Beyer, Peacock & Co

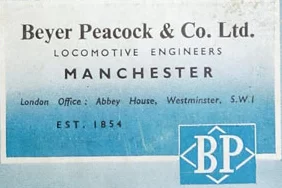
Teil einer Anzeige von 1953

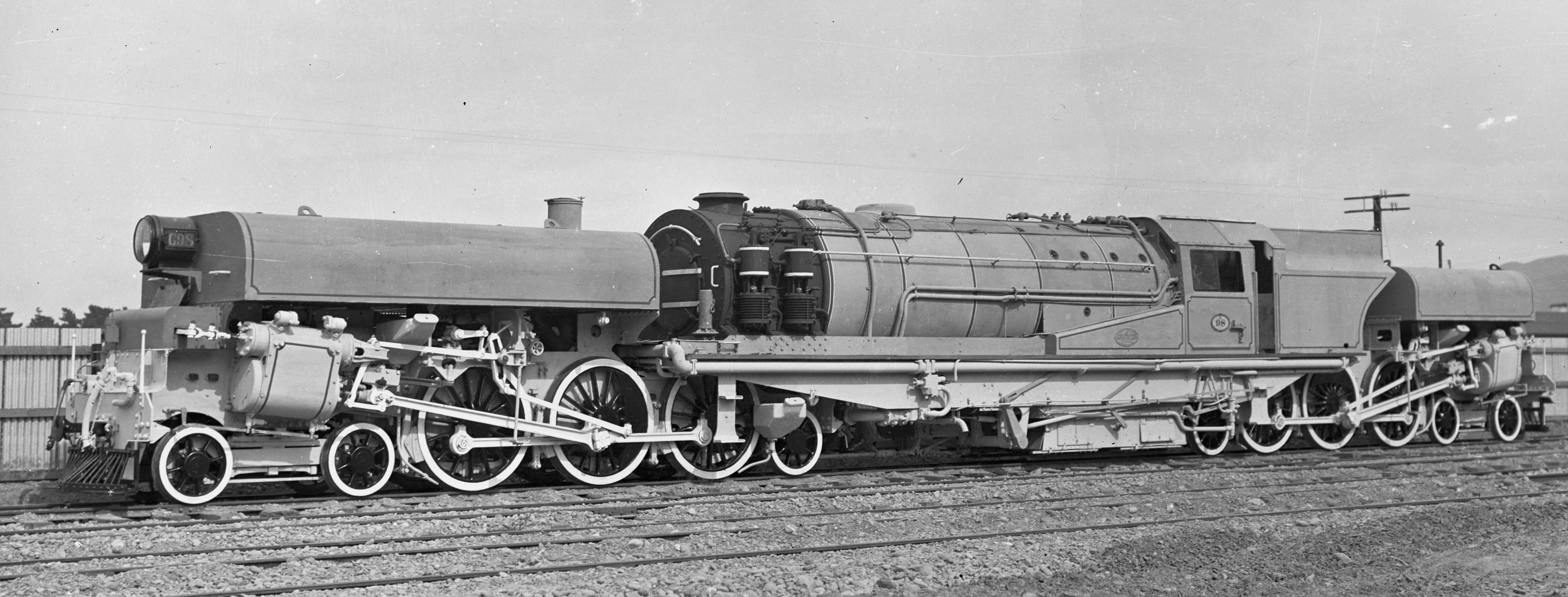
Garratt-Lokomotive für die Neuseeländische Staatsbahn (1928)

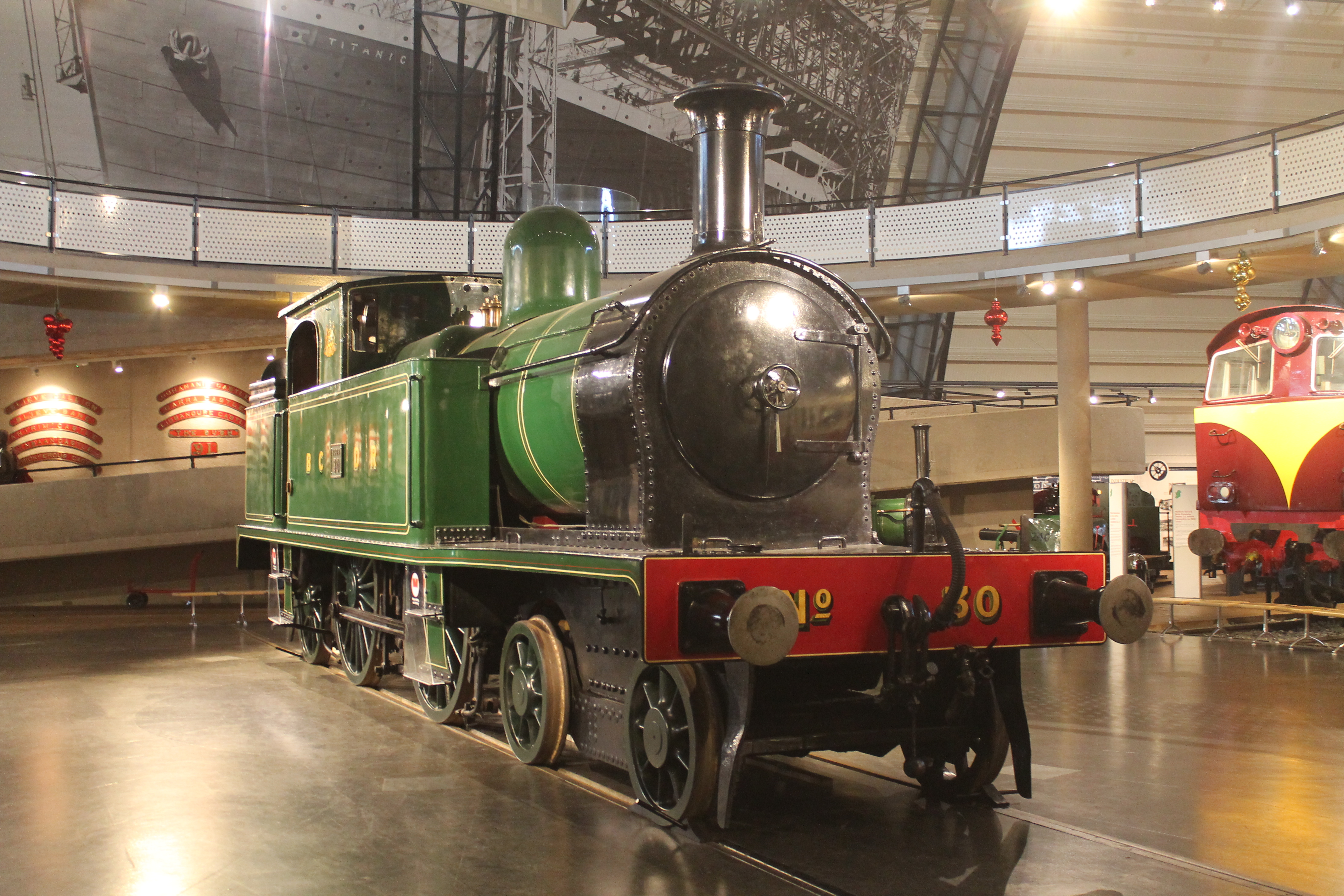
Tenderlokomotive für Irland, gebaut 1901

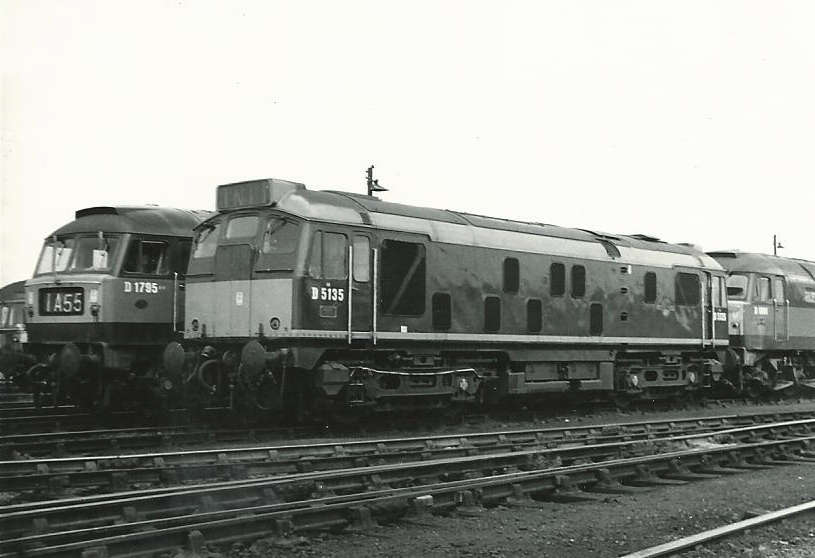
Streckendiesellokomotive der BR-Klasse 24 von Beyer, Peacock mit Sulzer-Dieselmotor

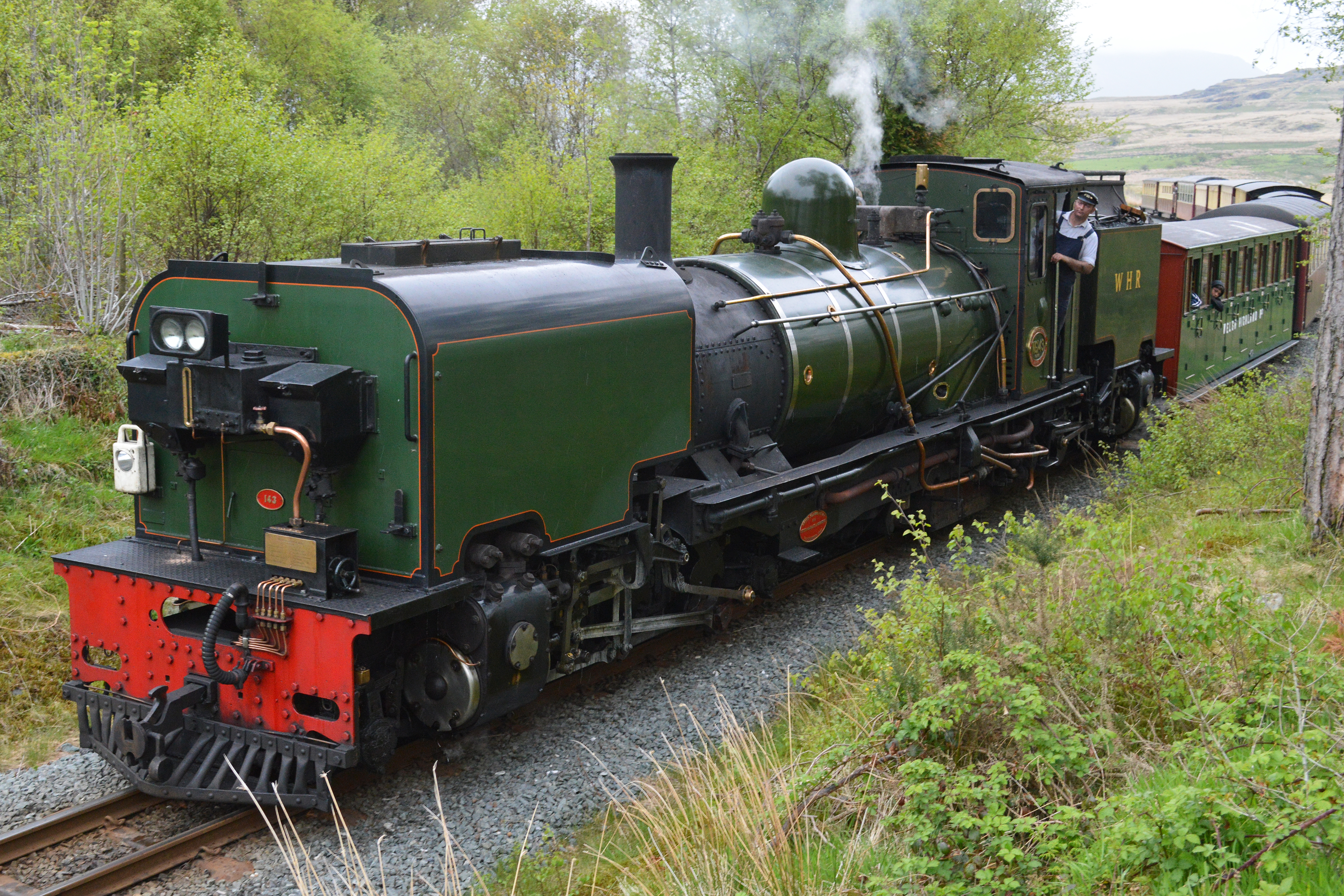
NGG 16 Nr. 143 für Südafrika war die letzte von Beyer, Peacock gebaute Dampflokomotive

Beyer, Peacock & Co Limited war ein englischer Hersteller von Lokomotiven, Werkzeugmaschinen und Stahlgussteilen. Das Unternehmen wurde 1854 von dem aus Sachsen stammenden Charles Beyer und Richard Peacock aus Yorkshire gründet und 1966 geschlossen. Das Werk Gorton Foundry befand sich im Distrikt Gorton von Manchester. Weltweit bekannt wurde Beyer, Peacock vor allem für die Entwicklung der Garratt-Gelenklokomotiven.

## Geschichte
Die Gründer hatten das Handwerk bei Sharp, Roberts and Company und bei Fenton, Murray and Jackson gelernt. Sie bauten 1855 die erste Lokomotive für die Great Western Railway. 1864 baute das Unternehmen die erfolgreichen 2'B-Tenderlokomotiven der London Underground, die bis 1905, als der elektrische Betrieb aufgenommen wurde, im Einsatz standen. Ab 1881 wurden auch Straßenbahnlokomotiven gebaut, von denen bis 1910 über 200 Stück geliefert wurden. Bis 1907 waren 5000 Lokomotiven gebaut, wobei 1600 für den Heimmarkt bestimmt waren.
1909 begann die Fertigung von Garratt-Lokomotiven. Die erste war für die Emu Bay Railway in Tasmanien bestimmt. Beyer, Peacock war der größte Hersteller von Garratt-Lokomotiven. Von den 1704 gebauten Lokomotiven dieser Bauart, stammten 1024 von Beyer, Peacock.
1914 beschäftigte das Unternehmen 2300 Mitarbeiter. Das Werksgelände hatte eine Fläche von 9 Hektar. Im Jahre 1932 wurde der Lastkraftwagen-Hersteller Richard Garrett & Sons übernommen, doch bereits 1939 wurde die LKW-Produktion geschlossen.
Im Jahre 1949 wurde mit Metropolitan-Vickers das Joint Venture Metropolitan-Vickers-Beyer, Peacock Ltd gegründet, welches Elektro- und Diesellokomotiven in einem neuen Werk in Stockton-on-Tees bauen sollte. 1958 entstand ein weiteres Joint Venture mit Hawker Siddeley zum Bau von dieselhydraulischen Lokomotiven, das den Namen Beyer Peacock (Hymek) Ltd trug. Ab 1961 begann Beyer, Peacock auch am Stammsitz Elektro- und Diesellokomotiven zu produzieren und Metropolitan-Vickers-Beyer, Peacock Ltd wurde aufgelöst.
1976 wurde Beyer Peacock an die National Chemical Industries aus Saudi-Arabien verkauft. Die verbleibenden industriellen Teile des Unternehmens waren seinerzeit Space Deck, ein Anbieter von Stahlbedachungselementen, und sein Hauptindustrieunternehmen Richard Garrett Engineering, eine Firma, die in Fabriken in Dereham mit 90 Beschäftigten und in Suffolk mit 500 Beschäftigten Maschinen zur Herstellung von Kartonagen produzierte.
Space Deck und Beyer Peacock International wurden 1982 für gestiegene Profitabilität gepriesen.